# Андреа Анастазі
Андреа Анастазі (італ. Andrea Anastasi; нар. 8 жовтня 1960, Поджо-Руско) — італійський волейбольний тренер, колишній волейболіст, головний тренер італійського клубу «Ґас Салес Блуенерджи Воллей» (П'яченца).

## Життєпис
Народився 8 жовтня 1960 року в Поджо-Руско.
Грав у клубах «Вейко» (Veiko, Парма, 1977—1980), «Паніні» (Модена, 1980—1983), «Кутіба» (Фальконара, 1983—1987), «Сіслей» (Тревізо, 1987—1991), «Джокей Фас» (Скйо, 1991—1992), «Ґалло» (Джоя-дель-Колле, 1992—1993).
Головним тренером чоловічої збірної Італії з волейболу вперше був у 1999—2003 роках. У 2005—2007 роках очолював чоловічу збірну Іспанії. У 2007 році помічником Андреа Анастазі — нового головного тренера чоловічої збірної Італії з волейболу — став Андреа Ґардіні. На цьому посту працював до 2010 року. У 2011—2013 роках був головним тренером чоловічої збірної Польщі, а його помічником — Андреа Ґардіні. У 2018—2019 Анастазі очолював чоловічу збірну Бельгії.
Тренував клуби «Біпоп» (Брешія, 1994—1995), «Ґабека Фад» (Монтік'ярі, 1995—1999), «Бре Банка Ланутті» (Кунео, 2003—2005), «Трефль» (Гданськ, 2014—2019). Від сезону 2019—2020 очолював команду клубу «Verva Warszawa Orlen Paliwa» (нині — «Проєкт», Варшава).
У червні 2022 року став головним тренером клубу «Сір Сафети Перуджа». Після вдалого початку сезону (перемога на клубній першості світу, здобуття Суперкубка Італії) команда також виграла регулярну першість Серії А, здобувши перемоги в усіх 22-х поєдинках першости. Однак після цього поступилася в півфіналах Кубка Італії (майбутньому переможцеві — «П'яченці» — 0:3) та Ліги чемпіонів ЄКВ (польській Заксі — 1:3 та 1:3), а на додачу восьмій команді регулярної першости — Алліянц (Мілан) — у чвертьфіналі серії плейоф із рахунком 2:3, не здобувши путівки до Ліги чемпіонів ЄКВ 2023—2024.

## Досягнення

### Тренер

#### Зі збірними
- Чемпіон Європи 2007: у фінальному поєдинку вирішальної частини першости, яка відбувалася в Росії[7], збірна Іспанії, яку він очолював, здолала господарів 3:2[8].

#### Клубні
- переможець клубної першости світу 2022